# Bio-Hazard Battle
Bio-Hazard Battle (クライング 亜生命戦争, Crying: Aseimei Sensou) est un jeu vidéo de type shoot 'em up développé et édité par Sega, sorti en 1992 sur Mega Drive.

## À noter
Le jeu a été réédité en 2007 sur la Console virtuelle.